# Gran Premio di Miami 2024
Il Gran Premio di Miami 2024 è stata la sesta prova della stagione 2024 del campionato mondiale di Formula 1. La gara si è corsa domenica 5 maggio al Miami International Autodrome di Miami Gardens, in Florida, negli Stati Uniti d'America, ed è stata vinta dal britannico Lando Norris su McLaren-Mercedes, al primo successo in carriera; Norris ha preceduto sotto la bandiera a scacchi l'olandese Max Verstappen su Red Bull Racing-Honda RBPT e il monegasco Charles Leclerc su Ferrari.
All'intero weekend di gara hanno assistito 275 000 spettatori, nuovo record per il Gran Premio di Miami al Miami International Autodrome. Il precedente primato apparteneva all'edizione precedente del 2023, caratterizzata da una presenza di 270 491 spettatori nel fine settimana.

## Vigilia

### Aspetti tecnici
Per questo Gran Premio la Pirelli, fornitore unico degli pneumatici, offre la scelta tra gomme di mescola C2, C3 e C4, la tipologia di pneumatici che caratterizza la gamma centrale del genere di coperture messe a disposizione dall'azienda italiana. Viene stabilita la stessa tipologia di pneumatici fin dall'edizione inaugurale del Gran Premio, corsa nel 2022. Essa viene stabilita per la terza volta in stagione dopo quanto già deciso nel Gran Premio d'Arabia Saudita e nel precedente Gran Premio di Cina. Alla vigilia di questo appuntamento, la Pirelli nomina allo stesso tempo la scelta dei pneumatici per i successivi Gran Premi dell'Emilia-Romagna, Monaco e Canada.
La Federazione conferma le tre zone stabilite nell'edizione inaugurale dove è possibile l'utilizzo del Drag Reduction System. Esse sono collocate, rispettivamente, tra le curve 10 e 11, con detection point fissato dopo la curva 8, tra le curve 16 e 17, con detection point posto dopo la curva 16, e sul rettilineo principale dei box, con detection point stabilito dopo la curva 17. Nell'edizione precedente, i punti di attivazione del dispositivo mobile per la zona compresa tra la curva 10 e la curva 11 e per la zona compresa tra la curva 16 e la curva 17 furono spostati 75 metri più avanti, venendo posizionati rispettivamente 105 metri dopo la curva 9 e 525 metri dopo la curva 16. Il Miami International Autodrome è il secondo circuito, dopo quello di Gedda, in Arabia Saudita, in cui, fin dalla sua realizzazione, sono state stabilite tre zone per l'utilizzo del dispositivo mobile.
Rispetto all'edizione del 2023, il circuito è oggetto di alcune modifiche. L'entrata della corsia dei box è stata spostata verso la curva 19. Nuove aperture per i commissari di percorso vengono installate sul lato sinistro all'uscita della curva 3, sul lato destro tra la curva 3 e la curva 4, e su entrambi i lati della careggiata dopo la curva 8 e tra la curva 9 e la curva 10. I muri e le barriere di protezione vengono riallineati nella via di fuga della curva 5, così come i muri sul lato sinistro tra la curva 16 e la curva 17 vicino al centro medico e al ponte pedonale. Un nuovo muro curvo è introdotto all'apice della curva 14 sul lato sinistro. Prima della Sprint, il nuovo muro curvo è introdotto all'apice della curva 14 sul lato sinistro viene rimosso. Un nuovo dissuasore viene posizionato all'apice della curva 16 sul lato sinistro, e la linea d'ingresso della pit lane viene estesa con una linea tratteggiata.
La Federazione rende noto che al termine della gara del precedente Gran Premio di Cina, tra le prime dieci vetture classificate è stata sorteggiata la Mercedes di George Russell per le verifiche tecniche. Le ispezioni hanno riguardato i circuiti dei freni e la distribuzione della loro pressione, il sistema di controllo del freno posteriore, compresi tutti i sensori collegati, il loro percorso del telaio, e altre unità e la relativa modalità di sicurezza. Tutti i componenti ispezionati sono risultati essere conformi al regolamento tecnico. Nella giornata del giovedì, i commissari sportivi consentono un'esenzione dal coprifuoco per i rappresentanti dell'Aston Martin e della Ferrari coinvolti nel diritto di revisione del team britannico contro la penalità inflitta allo spagnolo Fernando Alonso nella Sprint del precedente Gran Premio di Cina, e di essere entro i confini del circuito dalle ore 7:45 locali della giornata del venerdì.
Prima dell'inizio della sessione di prove libere, sulla vettura di Charles Leclerc, Carlos Sainz Jr., Oscar Piastri, Lando Norris, Lance Stroll, Fernando Alonso, Valtteri Bottas e Zhou Guanyu viene installata la seconda unità relativa al motore a combustione interna, al turbocompressore, all'MGU-H e all'MGU-K. Sulla vettura di Piastri, Norris, Stroll e Alonso viene installata la seconda unità relativa all'impianto di scarico, e sulla vettura di Leclerc e Sainz Jr. la terza unità dello stesso componente. Tutti i piloti non sono penalizzati sulla griglia di partenza in quanto i nuovi componenti installati rientrano tra quelli utilizzabili nel numero massimo stabilito dal regolamento tecnico. Sulla vettura di Norris viene installata la seconda scatola del cambio e la seconda trasmissione, e sulla vettura di Max Verstappen la terza trasmissione. Entrambi i piloti non sono penalizzati sulla griglia di partenza in quanto i nuovi componenti installati rientrano tra quelli utilizzabili nel numero massimo stabilito dal regolamento tecnico.

### Aspetti sportivi
Il Gran Premio rappresenta il sesto appuntamento stagionale a distanza di due settimane dalla disputa del Gran Premio di Cina, quinta gara del campionato. Dopo la disputa di quattro prove in Asia e di una nell'emisfero australe, il mondiale si sposta oltreoceano e fa tappa per la prima volta in stagione negli Stati Uniti d'America. Il Gran Premio di Miami è la prima di tre prove calendarizzate nel mese di maggio, nonché la terza volta consecutiva che il Gran Premio viene disputato in questo mese dall'edizione inaugurale del 2022. Il campionato disputa un appuntamento sulla tipologia di tracciato cittadino per la prima volta dal Gran Premio d'Australia, ma il primo non permanente. Il contratto per l'inserimento della gara nel calendario mondiale, sempre al Miami International Autodrome, è stato posto in essere nel mese di aprile 2021 per una durata fino alla stagione 2031. Per la terza edizione consecutiva, il Gran Premio è sponsorizzato dall'applicazione di scambio di criptovalute Crypto.com. A questa edizione assistono 275 000 spettatori nel corso del weekend di gara, il quale rappresenta il record assoluto per il Gran Premio. Il precedente primato apparteneva all'edizione precedente del 2023, caratterizzata da 270 491 spettatori nel fine settimana.
Presente nel calendario del campionato mondiale di Formula 1 fin dalla stagione 2022, il Gran Premio vede la disputa della sua terza edizione. Esso è il Gran Premio più giovane della storia della Formula 1. Il Miami International Autodrome, sede dell'appuntamento, è un circuito cittadino non permanente situato a Miami Gardens, negli Stati Uniti d'America, ubicato negli immediati pressi dell'Hard Rock Stadium, a 14 miglia dal quartiere di Downtown Miami. Miami è diventata l'undicesima località statunitense dalla stagione inaugurale della categoria nel 1950 a ospitare un evento valido per la Formula 1 e la seconda in Florida dopo Sebring, il quale ospito l'edizione inaugurale del Gran Premio degli Stati Uniti d'America nel 1959. In totale, dodici sedi hanno ospitato gare di Formula 1 negli Stati Uniti d'America, più di qualsiasi altro Paese: Indianapolis dal 1950 al 1960 e dal 2000 al 2007, Sebring nel 1959, Riverside nel 1960, Watkins Glen dal 1961 al 1980, Long Beach dal 1976 al 1983, Caesars Palace nel 1981 e nel 1982, Detroit dal 1982 al 1988, Dallas nel 1984, Phoenix dal 1989 al 1991, Austin dal 2012 al 2019 e dal 2021, Miami dal 2022, e Las Vegas dal 2023.
La gara in Florida è il primo appuntamento dell'anno su tre in totale in cui il mondiale fa visita sul suolo statunitense. Le altre due prove calanderizzate sono il tradizionale Gran Premio degli Stati Uniti d'America a Austin, in ottobre, e il Gran Premio di Las Vegas, collocato nel mese di novembre, terzultima prova del mondiale. Gli Stati Uniti d'America disputano tre Gran Premi sul proprio territorio per il secondo campionato consecutivo e per la terza volta complessiva insieme alla stagione 1982. Il Paese rafforza il proprio record di Gran Premi validi per il campionato mondiale di Formula 1 disputati in più sedi sul proprio territorio, utilizzando dodici circuiti, per un totale di 76 gare ospitate tra le dodici località, 65 Gran Premi e 11 edizioni della 500 Miglia di Indianapolis quali prove valide per il campionato mondiale. L'unico altro Paese a ospitare ben tre gare sul proprio territorio nella storia della categoria fu l'Italia nella stagione 2020, condizionata dalla pandemia di COVID-19, che portò alla posticipazione e alla cancellazione di numerosi Gran Premi. Videro il loro debutto il Gran Premio dell'Emilia-Romagna a Imola e il Gran Premio della Toscana al Mugello, oltre alla disputa del tradizionale Gran Premio d'Italia a Monza. Considerando anche le gare non valide per il titolo, l'Italia ospitò tre gare di Formula 1, nello stesso anno, anche nel 1965, quando, oltre al Gran Premio d'Italia corso a Monza, vennero disputati il Gran Premio di Siracusa sull'omonimo tracciato e il Gran Premio del Mediterraneo, conosciuto anche come Gran Premio di Enna, tenutosi all'Autodromo di Pergusa della località omonima.
Il Gran Premio di Miami viene scelto, per la prima volta, come il secondo evento, su sei in programma per questo campionato, dove il weekend di gara è caratterizzato dal formato della Sprint, una gara di 100 km con scelta libera a livello di mescole di gomme e senza necessità di effettuare pit stop il cui risultato attribuisce punti validi per la classifica piloti e costruttori ai primi otto classificati. È il secondo Gran Premio consecutivo del campionato oggetto della disputa della Sprint, nonché il secondo complessivo negli Stati Uniti d'America dopo quello omonimo del precedente campionato. La Federazione, Liberty Media e i team raggiungono un accordo per il numero dei Gran Premi dove utilizzare il formato della Sprint. Come nel 2023 il numero degli eventi è confermato a sei. I Gran Premi ad ospitare il formato della Sprint sono: il Gran Premio di Cina, Miami, Austria, Stati Uniti d'America, San Paolo e Qatar. Il sistema di punteggio da attribuire durante la Sprint, sempre valevole per le classifiche piloti e costruttori, è quello adottato dal 2022, comprendendo sempre i primi otto classificati, i quali nell'ordine ricevono 8, 7, 6, 5, 4, 3, 2 e 1 punto.
La riunione della F1 Commission prima dell'inizio del campionato ha annunciato i cambiamenti riguardo al formato per i Gran Premi caratterizzati dalla disputa della Sprint, in particolare sulla programmazione delle sessioni. La mattina del venerdì rimane invariata, con la disputa dell'unica sessione di prove libere del weekend. Nel venerdì pomeriggio viene disputata la Qualifica Sprint, composta dalla Q1 di 12 minuti, Q2 di 10 e Q3 di 8, e che determina la griglia di partenza della Sprint, che quest'anno viene disputata il sabato mattina, contraddistinta da una distanza di gara di 19 giri per questo evento o massimo 60 minuti secondo regolamento. Le qualifiche per la gara domenicale vengono quindi spostate dal venerdì pomeriggio al tradizionale sabato pomeriggio, rendendole quindi uniformi con i weekend in cui non viene disputata la Sprint. La gara domenicale rimane invariata. Secondo il regolamento sportivo, la sessione di qualificazione alla Sprint viene ora chiamata Qualifica Sprint, in contrapposizione al nome Sprint Shootout utilizzato la stagione precedente. Il termine Qualifica Sprint era stato precedentemente utilizzato nella stagione 2021, nella quale debuttò la Sprint, per riferirsi alla gara breve stessa. L'altro cambiamento riguarda l'introduzione di un doppio parco chiuso, uno riguardante la Sprint ed uno riguardante la gara. Le monoposto entreranno in regime di parco chiuso all'inizio della prima fase della qualifica per la Sprint, per uscirne alla fine della gara breve. Torneranno poi in parco chiuso all'inizio della Q1 per restarci, come di consueto, fino al termine del Gran Premio.
Il pilota olandese campione del mondo della Red Bull Racing, Max Verstappen, è quello più vincente in questo Gran Premio, avendo trionfato nelle due precedenti edizioni, ottenendo anche il giro più veloce in entrambe le gare. Nessun altro pilota è salito sul podio per due volte. Nell'edizione inaugurale del 2022 il monegasco della Ferrari, Charles Leclerc, terminò secondo, e il compagno di scuderia, lo spagnolo Carlos Sainz Jr., terzo. Nell'edizione precedente il compagno di squadra di Verstappen, il messicano Sergio Pérez, si piazzò secondo, con lo spagnolo dell'Aston Martin, Fernando Alonso, terzo. Nonostante abbia vinto entrambe le edizioni fin qui disputate, Verstappen non ha ancora ottenuto la pole position in questo appuntamento. Leclerc conquistò la partenza al palo nel 2022, mentre Pérez nel 2023, con Verstappen qualificato solamente nono. L'olandese è l'unico pilota ad aver concluso a podio dopo essere partito fuori dalle prime tre posizioni. Gli unici costruttori a non aver ancora conquistato punti nel Gran Premio di Miami sono la McLaren e la RB. La scuderia di Woking si è piazzata non più alta della tredicesima posizione con l'australiano della RB, Daniel Ricciardo, nel 2022, mentre per la scuderia di Faenza, sotto la denominazione di AlphaTauri, l'undicesimo posto è stato il miglior risultato nel 2023 con il giapponese Yuki Tsunoda. Nell'edizione precedente tutti e venti i piloti sono arrivati al traguardo, effettuando una sola sosta. Il pilota francese dell'Alpine, Esteban Ocon, è l'unico ad aver ottenuto punti al Miami International Autodrome gareggiando con pneumatici morbidi. Ocon ha concluso nono dopo essere partito con gomme dure e aver montato quelle morbide nell'unica sosta effettuata.
La Federazione modifica i regolamenti per giudicare una potenziale partenza anticipata. In precedenza, i commissari sportivi non potevano penalizzare un pilota per una partenza anticipata se non era stato rilevato da un transponder. Questa regola ha portato il pilota britannico della McLaren, Lando Norris, a evitare una penalità nonostante si fosse mosso visibilmente in anticipo all'inizio del Gran Premio d'Arabia Saudita. L'aggiornamento del regolamento consente ai commissari di penalizzare un pilota se si muove prima della partenza, anche se il transponder non registra l'infrazione. Il regolamento chiarisce inoltre che le partenze anticipate verranno giudicate dopo l'accensione della luce dei quattro secondi e prima che venga dato il segnale di partenza dello spegnimento di tutte le luci rosse.
Una settimana prima del Gran Premio si svolge la seconda riunione dell'anno della F1 Commission a Ginevra, in Svizzera. Gli argomenti trattati hanno riguardato le modifiche all'assegnazione dei punti del campionato, le modifiche ai regolamenti tecnici e sportivi, e i test pre-campionato per il 2025 a seguito delle opzioni presentate dal comitato consultivo sportivo. I membri della riunione hanno discusso una proposta di modifica alla distribuzione dei punti del campionato, come descritto negli articoli 6.4 e 6.5 del regolamento sportivo. È stato concordato che fosse necessaria un'ulteriore analisi delle modifiche proposte in vista di una proposta da presentare alla prossima riunione a luglio. A seguito delle discussioni durante il recente comitato consultivo sportivo, è stato concordato che una proposta per le date e i luoghi dei test pre-stagionali per il 2025 sarà presentata alla Formula One Management per ulteriori considerazioni. L'introduzione delle telecamere posteriori è stata concordata a partire dal Gran Premio di Spagna. Sono state inoltre approvate alcune modifiche minori al regolamento sportivo e finanziario.
La Ferrari corre con una speciale livrea in omaggio ai settant'anni del costruttore emiliano in America. Essa presenta degli inserti di due tonalità di azzurro, quello La Plata e quello Dino. Le tonalità sono presenti anche sui caschi e sulle vetture dei due piloti. La squadra instaura una collaborazione con la società multinazionale statunitense HP, che diventa title sponsor della scuderia italiana. Il team cambia denominazione in Scuderia Ferrari HP. Anche la RB gareggia con una speciale livrea che si ispira ai colori della Cash App Visa Chameleon Card, una carta prepagata Visa in metallo caratterizzata da colori arcobaleno. Il pilota tedesco della Haas, Nico Hülkenberg, firma un contratto con la Sauber per la stagione successiva. Hülkenberg ha già corso con la scuderia di Hinwil nella stagione 2013, con il miglior risultato il quarto posto ottenuto nel Gran Premio di Corea. La scuderia austriaca Red Bull Racing annuncia la separazione con il Chief Technical Officer della squadra, il britannico Adrian Newey, nel primo trimestre del 2025. La scuderia francese Renault annuncia David Sanchez come il nuovo direttore tecnico esecutivo, dopo la rescissione del contratto con la McLaren. La casa di Woking annuncia un accordo pluriennale con il sito di aste e vendite online eBay, il cui logo è presente sulle vetture per quattro Gran Premi. Il pilota cinese della Sauber, Zhou Guanyu, disputa il cinquantesimo Gran Premio in carriera.
Il pilota australiano della RB, Daniel Ricciardo, è penalizzato di tre posizioni sulla griglia di partenza della gara per aver superato quello tedesco della Haas, Nico Hülkenberg, sotto il regime di safety car nel precedente Gran Premio di Cina. Ricciardo, insieme alla decurtazione di due punti sulla superlicenza, era stato inizialmente penalizzato di dieci secondi sul tempo di gara, ma la sanzione è mutata in quanto l'australiano fu ritirato dalla corsa e non in grado di scontare la penalità.
L'ex pilota di Formula 1 Vitantonio Liuzzi è nominato commissario aggiunto. L'italiano ha svolto in passato, in diverse occasioni, tale funzione, l'ultima nel precedente Gran Premio di Cina. È la casa automobilistica tedesca Mercedes a fornire la safety car e la medical car, per l'ultima volta fornitrice delle vetture nel precedente Gran Premio a Shanghai. Da questo Gran Premio, sia la vettura di sicurezza che la medical car sono alimentate da carburante sostenibile.

## Prove

### Resoconto
La sessione di prove libere ha visto il miglior tempo per Max Verstappen, che ha preceduto Piastri e Sainz Jr.. L'altro pilota della Ferrari, Charles Leclerc, è stato autore di un testacoda alla curva 16, all'inizio del turno, ma non è stato capace di far ripartire la vettura, così da non poter chiudere che soli tre giri. Anche il compagno di Piastri, Norris, è lontano dalle migliori posizioni, complice un problema allo sterzo. Si sono dimostrate competitive anche le Mercedes e Lance Stroll, mentre Alonso si è concentrato sul passo gara in vista del Gran Premio.
L'Aston Martin è stata sanzionata di 400 euro da parte della Federazione in quanto Lance Stroll ha superato la velocità minima stabilita dentro la corsia dei box.

### Risultati
Nella sessione di prove libere si è avuta questa situazione:
| Pos | Nº | Pilota           | Costruttore                | Tempo    | Gap    | Giri |
| --- | -- | ---------------- | -------------------------- | -------- | ------ | ---- |
| 1   | 1  | Max Verstappen   | Red Bull Racing-Honda RBPT | 1'28"595 |        | 25   |
| 2   | 81 | Oscar Piastri    | McLaren-Mercedes           | 1'28"700 | +0"105 | 24   |
| 3   | 55 | Carlos Sainz Jr. | Ferrari                    | 1'28"711 | +0"116 | 24   |

## Qualifica Sprint

### Resoconto
Il primo a uscire in pista è Leclerc, che però rovina il suo primo giro veloce, con un errore di guida. Si pone in vetta Zhou, battuto largamente da Stroll. Anche Alonso non è capace di migliorare il crono del canadese. Sainz Jr. sale quarto, mentre Lando Norris si piazza terzo. Il primato conquistato da Sergio Pérez è presto migliorato da Verstappen (1'28"601). Piastri s'inserisce tra le due Red Bull Racing, staccato di 0"038 dal campione del mondo. Lewis Hamilton, che ha il miglior primo settore, è quinto, battuto, poco dopo, dal compagno di team, Russell. È più rapido Tsunoda, che scala quarto. Anche Leclerc rimonta nei primi dieci mentre, nel frattempo, Fernando Alonso ha toccato un muretto. Carlos Sainz Jr. sale quarto, mentre Leclerc segna il terzo tempo, a 0"053 da Verstappen. Piastri viene disturbato da Valtteri Bottas, che si lamenta alla radio di non essere stato avvertito dell'arrivo della McLaren. Norris porta il limite a 1'27"939; Verstappen non è capace di migliorare il tempo del britannico, restando a 0"255. Risale nono Ricciardo, davanti a Hamilton. Magnussen sale terzo, mentre Logan Sargeant, pur col miglior parziale del terzo settore, è ultimo. Alonso rimonta secondo, battuto subito da Piastri. Vengono eliminati Gasly, Zhou, Bottas, Sargeant e Albon.
Nella fase seguente è Pérez a chiudere in 1'27"865, con Lelerc staccato da 0"112. Alonso è dietro al monegasco, battuto da Ricciardo e Piastri. Sainz Jr. si posiziona alle spalle del connazionale. Poco dopo Norris, con 1'27"597, sale in vetta. Ricciardo è autore di una toccata al muro, alla curva 16, ma non riporta danni. In seguito è il turno di Verstappen di portarsi in pista: il pilota della Red Bull Racing decide di effettuare un solo giro rapido in sessione. Anche Hamilton e Russell riprendono la pista, essendo in pericolo di eliminazione. Il campione del mondo chiude quarto, mentre Lewis Hamilton tocca un muretto, e chiude solo col dodicesimo tempo. Anche George Russell non ottiene un tempo sufficiente per l'entrata nella terza fase. Oltre ai piloti della Mercedes, non passano in SQ3 Ocon, Magnussen e Tsunoda.
Fino a metà dell'ultima fase nessun pilota affronta il tracciato. Poi tutti entrano nello stesso momento, generando caos, restando meno di quattro minuti al termine della SQ3. Nico Hülkenberg chiude con 1'28"476, battuto da Pérez (1'27"876). Meglio fa Verstappen, più veloce in tutti i tre settori (1'27"641). Daniel Ricciardo è terzo, a quattro decimi da Verstappen. Le McLaren, competitive nelle prime due fasi, commettono degli errori: Norris è sesto, battuto da Piastri. Leclerc segna il secondo tempo mentre Sainz Jr. è quinto.
Max Verstappen conquista la settima pole position valevole per la Sprint in carriera, la prima in stagione, nonché la prima da quella ottenuta nel Gran Premio degli Stati Uniti d'America 2023. Il campione del mondo estende il record quale pilota autore del maggior numero di partenze al palo nella gara rapida su quattordici sessioni fin qui disputate, dopo l'introduzione nella stagione 2021. Per Verstappen è la quarta pole position nella Qualifica Sprint e la settima generale includendo il formato utilizzato nel 2022. Leclerc, secondo, eguaglia la sua migliore qualifica della stagione in qualsiasi formato. Per Pérez la terza posizione è la quarta partenza del campionato tra i primi tre in qualsiasi formato.
Ricciardo, quarto, ottiene la qualificazione all'ultima fase di qualsiasi sessione di qualifica per la prima volta in stagione. Per l'australiano della RB è la posizione di partenza più alta in qualsiasi formato dal Gran Premio di Città del Messico 2023. Sainz Jr. parte quinto dalla stessa posizione dell'ultima Sprint del precedente Gran Premio di Cina. Piastri si è classificato sesto, facendo meglio del compagno di squadra Norris solo per la seconda volta in sette occasioni in stagione. Il britannico è nono, ma il suo tempo più rapido SQ2 sarebbe stato sufficiente per la pole position. Stroll è classificato davanti ad Alonso in una sessione di qualifica solamente per la seconda volta in campionato. L'ottava posizione dello spagnolo testimonia che è la prima volta che entrambe le Aston Martin partono tra i primi otto in qualsiasi gara della stagione. Hülkenberg, decimo, raggiunge la fase finale di qualsiasi sessione di qualifica per la terza volta in stagione. 
Russell parte undicesimo come nella precedente Sprint disputata a Shanghai. Con Hamilton dodicesimo, l'ultima volta che nessuna delle due Mercedes ha raggiunto la SQ3 si è verificato nel Gran Premio d'Austria 2023. Ocon, tredicesimo, eguaglia la miglior qualifica dell'anno nel precedente Gran Premio di Cina. Tsunoda, quindicesimo, viene sopravanzato dal compagno di scuderia Ricciardo in entrambe le Qualifica Sprint disputate in stagione. Gasly, sedicesimo, eguaglia la stessa posizione di partenza della precedente Sprint a Shanghai, mentre entrambe le Sauber sono eliminate in SQ1 dopo aver raggiunto la SQ3 in Cina. Sargeant era originariamente il pilota più lento nonostante avesse ottenuto il tempo più veloce nel terzo settore nel suo ultimo giro. Albon è ultimo dopo essersi visto cancellato l'ultimo tentativo per aver superato i limiti del tracciato, tempo che non sarebbe stato comunque sufficiente per qualificarsi alla seconda fase. Verstappen e Leclerc condividono la prima fila, nelle stesse posizioni, per la prima volta dalla qualifica per la Sprint del Gran Premio degli Stati Uniti d'America 2023. La Sprint presenta la stessa prima fila dall'ultima disputata sul suolo statunitense ad Austin nel 2023. Per la sesta volta su sette occasioni, Verstappen parte dalla prima posizione in questa stagione.
Sono stati cancellati sei tempi dai commissari sportivi ai piloti per non aver rispettato i limiti della pista, durante la Qualifica Sprint. Si sono visti cancellare il tempo Pierre Gasly (alla curva 7), Oscar Piastri (alla curva 1), Valtteri Bottas (alla curva 1), Alexander Albon (alla curva 15}, Zhou Guanyu (alla curva 15) e Yuki Tsunoda (alla curva 5). Sergio Pérez, Piastri, Logan Sargeant, Albon, Lance Stroll, Fernando Alonso e George Russell non ricevono sanzioni da parte dei commissari sportivi, per non aver rispettato le istruzioni stabilite dalla direzione gara. Tutti i piloti hanno superato il tempo limite di un minuto e quarantacinque secondi valevole tra la seconda linea della safety car e la prima di essa. Pérez e Piastri per due volte, nel corso del quarto giro in SQ1 e nel corso dell'ottavo in SQ2 per il messicano, e nel corso del quarto giro in SQ1 e nel corso del dodicesimo in SQ2 per l'australiano, Sargeant, Albon, Stroll e Alonso nel corso del quinto in SQ1, e Russell nel corso dell'undicesimo in SQ2.
Al termine della Qualifica Sprint, Oscar Piastri e Valtteri Bottas vengono convocati dai commissari sportivi in quanto il pilota finlandese ha ostacolato quello australiano alla curva 1, nel corso della SQ1. Bottas viene penalizzato di tre posizioni sulla griglia di partenza della Sprint. Lewis Hamilton non riceve sanzioni da parte dei commissari dopo il mancato utilizzo del casco da parte del personale della squadra durante un pit stop. La riunione dei piloti, prevista un'ora e mezza dopo la disputa della Qualifica Sprint, viene cancellata.

### Risultati
Nella sessione della Qualifica Sprint si è avuta questa situazione:
| Pos                         | Nº | Pilota           | Costruttore                  | SQ1      | SQ2         | SQ3      | Griglia |
| --------------------------- | -- | ---------------- | ---------------------------- | -------- | ----------- | -------- | ------- |
| 1                           | 1  | Max Verstappen   | Red Bull Racing-Honda RBPT   | 1'28"194 | 1'28"001    | 1'27"641 | 1       |
| 2                           | 16 | Charles Leclerc  | Ferrari                      | 1'28"537 | 1'27"977    | 1'27"749 | 2       |
| 3                           | 11 | Sergio Pérez     | Red Bull Racing-Honda RBPT   | 1'28"681 | 1'27"865    | 1'27"876 | 3       |
| 4                           | 3  | Daniel Ricciardo | RB-Honda RBPT                | 1'28"700 | 1'28"122    | 1'28"044 | 4       |
| 5                           | 55 | Carlos Sainz Jr. | Ferrari                      | 1'28"435 | 1'28"262    | 1'28"103 | 5       |
| 6                           | 81 | Oscar Piastri    | McLaren-Mercedes             | 1'28"056 | 1'28"163    | 1'28"161 | 6       |
| 7                           | 18 | Lance Stroll     | Aston Martin Aramco-Mercedes | 1'28"807 | 1'28"323    | 1'28"375 | 7       |
| 8                           | 14 | Fernando Alonso  | Aston Martin Aramco-Mercedes | 1'28"192 | 1'28"189    | 1'28"419 | 8       |
| 9                           | 4  | Lando Norris     | McLaren-Mercedes             | 1'27"939 | 1'27"597    | 1'28"472 | 9       |
| 10                          | 27 | Nico Hülkenberg  | Haas-Ferrari                 | 1'29"040 | 1'28"330    | 1'28"476 | 10      |
| 11                          | 63 | George Russell   | Mercedes                     | 1'28"387 | 1'28"343    | N.D.     | 11      |
| 12                          | 44 | Lewis Hamilton   | Mercedes                     | 1'28"736 | 1'28"371    | N.D.     | 12      |
| 13                          | 31 | Esteban Ocon     | Alpine-Renault               | 1'28"873 | 1'28"379    | N.D.     | 13      |
| 14                          | 20 | Kevin Magnussen  | Haas-Ferrari                 | 1'28"377 | 1'28"614    | N.D.     | 14      |
| 15                          | 22 | Yuki Tsunoda     | RB-Honda RBPT                | 1'28"687 | senza tempo | N.D.     | 15      |
| 16                          | 10 | Pierre Gasly     | Alpine-Renault               | 1'29"185 | N.D.        | N.D.     | 16      |
| 17                          | 24 | Zhou Guanyu      | Kick Sauber-Ferrari          | 1'29"267 | N.D.        | N.D.     | 17      |
| 18                          | 77 | Valtteri Bottas  | Kick Sauber-Ferrari          | 1'29"360 | N.D.        | N.D.     | 19      |
| 19                          | 2  | Logan Sargeant   | Williams-Mercedes            | 1'29"551 | N.D.        | N.D.     | 18      |
| 20                          | 23 | Alexander Albon  | Williams-Mercedes            | 1'29"858 | N.D.        | N.D.     | PL      |
| Tempo limite 107%: 1'34"094 |    |                  |                              |          |             |          |         |

In grassetto sono indicate le migliori prestazioni in SQ1, SQ2 e SQ3.

## Sprint

### Resoconto
Prima della Sprint, sulla vettura di Alexander Albon viene modificato il set up delle sospensioni sotto il regime di parco chiuso senza l'approvazione del delegato tecnico della Federazione. Il pilota thailandese della Williams, qualificatosi in ventesima posizione, è costretto a partire dalla pit lane. Nella corsia dei box si verifica un contatto tra Esteban Ocon e Charles Leclerc dopo che quest'ultimi sono stati mandati in pista per i giri di ricognizione prima di schierarsi sulla griglia di partenza. Il pilota francese dell'Alpine viene penalizzato di dieci secondi e di un punto sulla superlicenza.
Tsunoda e Sargeant sono gli unici piloti a partire con gomme soft, mentre gli altri scelgono le gomme medie. Verstappen resiste, al via, all'attacco di Charles Leclerc, mentre Ricciardo supera Pérez. Anche le due Haas sono autrici di un'ottima partenza. Nelle retrovie c'è un tamponamento che coinvolge le due Aston Martin, Norris e Hamilton. Stroll e Norris sono costretti all'abbandono, mentre Alonso soffre di una foratura. La direzione di gara deve inviare in pista la safety car.
Al termine del periodo di neutralizzazione Max Verstappen prende subito un margine tale su Leclerc da non consentire al ferrarista di utilizzare il DRS. Solo al quinto giro Sergio Pérez ha la meglio su Ricciardo, senza, però, essere in grado di staccare il pilota della RB, che può, a sua volta, utilizzare il DRS per difendersi da Sainz Jr.. Più dietro Lewis Hamilton attacca Magnussen, per l'ottavo posto, senza riuscire a sorpassarlo. Il danese taglia la curva 15, per difendersi dal pilota della Mercedes.
La lotta prosegue nei giri successivi: all'undicesimo giro il britannico sembra poter superare la Haas, ma ancora una volta Magnussen si difende con successo. Poco dopo la direzione di gara affibbia dieci secondi di penalità a Magnussen per il taglio della chicane. Hamilton non riesce, ancora, a passare in pista Magnussen, e, a sua volta, è posto sotto inchiesta per aver superato la velocità massima consentita nella corsia dei box. Mentre Leclerc sembra approfittare dei problemi alle gomme di Verstappen, per limare il suo svantaggio, Piastri si avvicina a Sainz Jr., che non è veloce sufficientemente per superare Daniel Ricciardo. Al quattordicesimo giro Magnussen si difende ancora su Hamilton, allargando troppo la traiettoria; ciò permette a Yuki Tsunoda di superare entrambi. Poco dopo Hamilton ha la meglio sul danese. Per questa ulteriore manovra Magnussen vede aumentata la penalità a ulteriori dieci secondi. All'ultimo giro Tsunoda cede la posizione a Hamilton.
Max Verstappen vince la nona Sprint in carriera dopo l'introduzione della gara breve nella stagione 2021, la seconda in stagione su altrettante dispute, su quattordici gare veloci fin qui corse nella storia del mondiale. Il pilota della Red Bull Racing estende il record del maggior numero di successi per un singolo pilota nella gara rapida. Per Verstappen è la quarta vittoria consecutiva nella Sprint, di cui sei nelle ultime sette disputate. L'olandese, che ha condotto la gara breve per tutti i suoi giri per la prima volta da quella nel Gran Premio di San Paolo 2023, ottiene il tredicesimo podio su quattordici Sprint corse. Norris, ritirato, e Alonso, diciassettesimo, non ottengono punti in una sessione di gara in qualsiasi formato per la prima volta in stagione. Entrambe le Aston Martin non ottengono punti in gara in stagione per via del ritiro di Stroll. Ricciardo, quarto, al miglior risultato stagionale in gara, ottiene i primi punti del campionato. I primi sei piloti classificati sono gli stessi delle rispettive posizioni di qualificazione. Quattro scuderie occupano le prime sei posizioni e cinque di quelle arrivate a punti.
Sono stati cancellati sei tempi dai commissari sportivi ai piloti per non aver rispettato i limiti della pista, durante la Sprint. Si sono visti cancellare il tempo quattro volte Kevin Magnussen (una volta alla curva 15 e tre volte alla curva 11), una volta Nico Hülkenberg (alla curva 15) e Lewis Hamilton (alla curva 11).
Al termine della Sprint, Lando Norris viene convocato dai commissari sportivi per aver attraversato la pista senza permesso dopo essere sceso dalla vettura a causa del ritiro. Il pilota britannico della McLaren riceve una reprimenda non legata alla guida, la prima della stagione. Norris viene sanzionato di 50 000 euro da parte della Federazione, di cui 25 000 euro di sospensione per il restante periodo della stagione a condizione che non si verifichino ulteriori violazioni di simile natura. Magnussen viene convocato per comportamento antisportivo. Il pilota danese della Haas non riceve sanzioni. Fernando Alonso, Lance Stroll e Lewis Hamilton non ricevono sanzioni per i contatti avvenuti tra loro e Norris nel corso del primo giro alla curva 1.

### Risultati
Nella sessione della Sprint si è avuta questa situazione:
| Pos | Nº | Pilota           | Costruttore                  | Giri | Tempo/Ritiro             | Griglia | Punti |
| --- | -- | ---------------- | ---------------------------- | ---- | ------------------------ | ------- | ----- |
| 1   | 1  | Max Verstappen   | Red Bull Racing-Honda RBPT   | 19   | 31'31"383                | 1       | 8     |
| 2   | 16 | Charles Leclerc  | Ferrari                      | 19   | +3"371                   | 2       | 7     |
| 3   | 11 | Sergio Pérez     | Red Bull Racing-Honda RBPT   | 19   | +5"095                   | 3       | 6     |
| 4   | 3  | Daniel Ricciardo | RB-Honda RBPT                | 19   | +14"971                  | 4       | 5     |
| 5   | 55 | Carlos Sainz Jr. | Ferrari                      | 19   | +15"222                  | 5       | 4     |
| 6   | 81 | Oscar Piastri    | McLaren-Mercedes             | 19   | +15"750                  | 6       | 3     |
| 7   | 27 | Nico Hülkenberg  | Haas-Ferrari                 | 19   | +22"054                  | 10      | 2     |
| 8   | 22 | Yuki Tsunoda     | RB-Honda RBPT                | 19   | +29"816                  | 15      | 1     |
| 9   | 10 | Pierre Gasly     | Alpine-Renault               | 19   | +31"880                  | 16      |       |
| 10  | 2  | Logan Sargeant   | Williams-Mercedes            | 19   | +34"355                  | 18      |       |
| 11  | 24 | Zhou Guanyu      | Kick Sauber-Ferrari          | 19   | +35"078                  | 17      |       |
| 12  | 63 | George Russell   | Mercedes                     | 19   | +35"755                  | 11      |       |
| 13  | 23 | Alexander Albon  | Williams-Mercedes            | 19   | +36"086                  | PL      |       |
| 14  | 77 | Valtteri Bottas  | Kick Sauber-Ferrari          | 19   | +36"892                  | 19      |       |
| 15  | 31 | Esteban Ocon     | Alpine-Renault               | 19   | +37"740                  | 13      |       |
| 16  | 44 | Lewis Hamilton   | Mercedes                     | 19   | +49"347                  | 12      |       |
| 17  | 14 | Fernando Alonso  | Aston Martin Aramco-Mercedes | 19   | +59"409                  | 8       |       |
| 18  | 20 | Kevin Magnussen  | Haas-Ferrari                 | 19   | +1'06"303                | 14      |       |
| Rit | 18 | Lance Stroll     | Aston Martin Aramco-Mercedes | 1    | Danni da incidente       | 7       |       |
| Rit | 4  | Lando Norris     | McLaren-Mercedes             | 0    | Collisione con L. Stroll | 9       |       |

## Qualifiche

### Resoconto
Prima delle qualifiche, sulla vettura di Pierre Gasly viene installata la terza scatola del cambio e la seconda trasmissione. Il pilota francese dell'Alpine non è penalizzato sulla griglia di partenza in quanto i nuovi componenti installati rientrano tra quelli utilizzabili nel numero massimo stabilito dal regolamento tecnico.
Tutti i piloti entrano subito in pista, tranne Verstappen e Valtteri Bottas. Nico Hülkenberg segna il primo tempo di riferimento della sessione. Hamilton è in grado di battere il tempo del tedesco, a sua volta preceduto dall'altro pilota della Mercedes, Russell; tra i due piloti delle frecce d'argento s'intercala Ricciardo. Poco dopo Alonso supera il tempo dell'australiano, ma meglio fa Carlos Sainz Jr., primo con 1'28"159. Sale secondo Leclerc, a 0"024 dal suo compagno di team; le due McLaren ottengono prima il sesto tempo con Norris, poi il quarto con Oscar Piastri. In seguito è Pérez a scalare in terza posizione. Verstappen, appena uscito dai box, si lamenta alla radio per un rumore della frizione, ma il suo ingegnere di pista lo assicura che tutto è in buon funzionamento. Malgrado un primo settore più lento di quello di Sainz Jr., il tre volte campione del mondo chiude il giro in 1'28"023, grazie al migliore secondo settore. Bottas, nel frattempo, scala quinto, presto però battuto da Hülkenberg. Anche Stroll è capace di battere il tempo del pilota della Sauber. Hamilton scala terzo, dopo aver colto la migliore prestazione nella prima sezione del tracciato. Esteban Ocon chiude in settima posizione. Riprende la testa Sainz Jr., Leclerc passa terzo, prima di essere preceduto da Piastri. Norris si pone a  0"080 de Sainz Jr., sei millesimi meglio di Verstappen e quindici davanti Piastri. Pérez si pone in vetta, chiudendo in 1'27"772. Sargeant si lamenta di essere stato rallentato da Tsunoda: il pilota della Williams, prima dell'ultimo tentativo, si troverebbe eliminato per soli due millesimi. Solo otto decimi dividono l'ottavo tempo dall'ultimo. Leclerc si migliora, ma resta sesto, mentre Lando Norris riprende la seconda posizione. Verstappen segna il miglior tempo. Sargeant sale dodicesimo, mentre Albon è ottavo; Ocon passa all'ottavo posto, Tsunoda coglie il nono tempo, mentre Ricciardo migliora, ma non va oltre il diciottesimo tempo. Russell prende la settima posizione, Gasly scala quinto. Sono eliminati Bottas, Sargeant, Ricciardo, Magnussen e Zhou.
In Q2 Tsunoda chiude, all'inizio del turno, in 1'28"223, sopravanzando Pérez e Lance Stroll. Verstappen fa meglio del pilota della RB, ma viene presto battuto sia da Norris che da Piastri (1'27"721). Hamilton è sesto, prima che Russell gli si ponga davanti in graduatoria. Tocca a Charles Leclerc salire in vetta, mentre Sainz Jr. è quarto, staccato di quattro decimi. Alexander Albon è autore di un errore di guida al tornante al termine del rettilineo. Dopo i primi tentativi sono in ritardo in classifica le due Red Bull Racing, che però hanno utilizzato pneumatici giù usati. Tutti i quindici piloti sono comunque raccolti in poco più di un secondo. Le condizioni del vento, che tende a ruotare, diventano un ulteriore elemento di incertezza per i piloti. Fernando Alonso si migliora, ma è solo tredicesimo, mentre Stroll sale nono. Hamilton progredisce, e coglie il secondo tempo; Sainz Jr. prende il sesto tempo, mentre George Russell l'ottavo. Rimonta in seconda posizione Verstappen, mentre Norris è sesto. Non accedono alla fase decisiva Stroll, Gasly, Ocon, Albon e Alonso.
Nell'ultima fase Norris, non avendo più gomme soft nuove, deve affrontare la pista su gomme medie. Hülkenberg fa segnare 1'29"104; Hamilton chiude in 1'28"654, battuto da Russell (1'28"067). Meglio fanno anche le due Red Bull Racing: Pérez con 1'27"754 e Verstappen in 1'27"241. Norris, pur se con gomme medie, è terzo. Risale in seconda posizione Russell, prima che Leclerc ottenga il terzo tempo. Sainz Jr. sembra aver rallentato Hülkenberg, ma la direzione di gara non apre un'indagine sul comportamento del ferrarista. Verstappen fa segnare, nell'ultimo tentativo, il miglior tempo nel primo settore: le due Ferrari sono in leggero ritardo, con Leclerc autore di una piccola sbavatura di guida. Verstappen è più lento nel secondo settore, rispetto al primo tentativo, ma nemmeno le due vetture di Maranello sono capaci di migliorare. L'olandese non si migliora, al termine del giro, così come Leclerc e Sainz Jr.. Norris non fa meglio del quinto tempo; ci riesce Hamilton su gomme medie.
Max Verstappen conquista la trentottesima pole position in carriera, la sesta in stagione, nonché consecutiva, dopo la partenza al palo ottenuta nella Qualifica Sprint. Per il campione del mondo è la prima partenza al palo nel Gran Premio di Miami. Per la Red Bull Racing è la centunesima partenza in prima posizione della storia, la sesta del campionato, nonché consecutiva, e la seconda generale in questo appuntamento dopo quella ottenuta da Pérez nell'edizione precedente. Leclerc, secondo, ottiene la trentacinquesima prima fila in carriera, la terza in stagione e la seconda sul Miami International Autodrome. Il monegasco parte in prima fila per la gara domenicale per la prima volta dal Gran Premio d'Arabia Saudita. Sainz Jr. è qualificato terzo per la posizione più alta di partenza dal Gran Premio d'Australia, dove vinse la corsa. Lo spagnolo è l'unico pilota a essere partito in ogni Gran Premio a Miami nelle prime tre posizioni.
Pérez è quarto dopo che la Red Bull Racing aveva ottenuto la doppietta in qualifica negli ultimi due Gran Premi. Il giorno della gara corrisponde al Cinco de Mayo, una festività che si celebra annualmente in Messico e negli Stati Uniti d'America il 5 maggio. La quinta posizione di Norris è il miglior risultato di sempre per la McLaren in questo appuntamento. Con la sesta posizione del compagno di squadra Piastri, entrambe le vetture della scuderia di Woking raggiungono la Q3 dopo essere state eliminate in Q1 nell'edizione precedente. Russell, settimo, parte dalla quarta fila della griglia per la quarta volta negli ultimi cinque Gran Premi. Il compagno di scuderia Hamilton è ottavo, dopo essere stato mezzo secondo più veloce con le medie rispetto al tempo con le soft in Q3. Per la prima volta entrambe le Mercedes sono qualificate all'ultima fase delle qualifiche in questo appuntamento. Hülkenberg è qualificato nono per la seconda gara di fila per il miglior piazzamento di partenza della stagione della Haas. Tsunoda, decimo, è qualificato all'ultima fase per la quarta volta nelle ultime cinque gare.
Stroll manca l'accesso al Q3 per soli 0"022, dopo non essere riuscito a migliorare il suo tempo in Q1 nella seconda fase per la quarta volta negli ultimi sette Gran Premi. La dodicesima posizione di Gasly è la miglior partenza in stagione per l'Alpine. Il francese fa meglio del compagno di scuderia Ocon in qualifica per la prima volta in stagione. Ocon, tredicesimo, eguaglia sia la miglior partenza in stagione del precedente Gran Premio di Cina che quella ottenuta nella Qualifica Sprint. Albon è sempre stato eliminato in Q2 in ogni Gran Premio della stagione, mentre Alonso non raggiunge l'ultima fase per la prima. Entrambe le Sauber sono eliminate in Q1 per la terza volta in stagione, mentre la diciassettesima posizione di Sargeant è la sua miglior qualifica dell'anno. Ricciardo è eliminato nel corso della Q1 dopo aver iniziato e terminato la Sprint al quarto posto. Per Magnussen è la terza eliminazione consecutiva nella prima fase, mentre Zhou è il pilota più lento per la terza volta su sei Gran Premi stagionali.
Per Verstappen è la settima pole position generale consecutiva, con la serie iniziata nel Gran Premio di Abu Dhabi 2023, ultima gara del precedente campionato. L'olandese ottiene per la prima volta in carriera sette partenze al palo consecutive per la seconda sequenza della storia della categoria, registrata per quattro volte, l'ultima nel 2015 da Hamilton, a una lunghezza dal record di Ayrton Senna. Egli eguaglia il brasiliano (1988) e Nigel Mansell (1992) quale pilota autore di sei pole position nelle prime sei gare della stagione, a una lunghezza dal record di Alain Prost (1993). Il campione del mondo ottiene la prima piazza nel ventiquattresimo Gran Premio differente, il secondo del campionato, al secondo posto di sempre, e sul ventiduesimo circuito diverso, il secondo della stagione, al pari di Alain Prost, al terzo posto di sempre. Il leader del campionato è il terzo pilota differente in pole position nel Gran Premio di Miami in altrettante edizioni disputate, e il primo di nazionalità olandese. Verstappen ha ottenuto trentuno vittorie dalle ultime sue trentasette pole position. L'ultima partenza al palo non tramutata in vittoria si è verificata nel Gran Premio d'Australia. Nelle ultime ventidue partenze dalla prima fila, il pilota della Red Bull Racing ha conquistato venti vittorie, un secondo posto nel Gran Premio d'Azerbaigian 2023 e il ritiro nella gara di Melbourne di questa stagione.
È stato cancellato un tempo dai commissari sportivi per non aver rispettato i limiti della pista, durante le qualifiche. Se l'è visto cancellare Lance Stroll (alla curva 5). A Lando Norris (alla curva 17) è stato cancellato un tempo per essere transitato in una zona in cui erano esposte le doppie bandiere gialle. Zhou Guanyu, Carlos Sainz Jr. e Charles Leclerc non ricevono sanzioni da parte dei commissari sportivi, per non aver rispettato le istruzioni stabilite dalla direzione gara. Tutti e tre i piloti hanno superato il tempo limite di un minuto e quarantacinque secondi valevole tra la seconda linea della safety car e la prima di essa. Zhou e Sainz Jr. nel corso del quinto giro in Q1, mentre Leclerc nel corso del decimo, sempre nella stessa fase.
Al termine delle qualifiche, Zhou Guanyu e Pierre Gasly vengono convocati dai commissari sportivi in quanto coinvolti nello schieramento in fila di alcune vetture all'uscita della corsia dei box prima dell'inizio della Q1. Zhou riceve un avvertimento, mentre Gasly non è sanzionato. Zhou viene anche convocato per aver oltrepassato la linea bianca all'uscita della pit lane. Il pilota cinese della Sauber riceve una reprimenda legata alla guida, la prima della stagione.

### Risultati
Nella sessione di qualifica si è avuta questa situazione:
| Pos                         | Nº | Pilota           | Costruttore                  | Q1       | Q2       | Q3       | Griglia |
| --------------------------- | -- | ---------------- | ---------------------------- | -------- | -------- | -------- | ------- |
| 1                           | 1  | Max Verstappen   | Red Bull Racing-Honda RBPT   | 1'27"689 | 1'27"566 | 1'27"241 | 1       |
| 2                           | 16 | Charles Leclerc  | Ferrari                      | 1'28"081 | 1'27"533 | 1'27"382 | 2       |
| 3                           | 55 | Carlos Sainz Jr. | Ferrari                      | 1'27"937 | 1'27"941 | 1'27"455 | 3       |
| 4                           | 11 | Sergio Pérez     | Red Bull Racing-Honda RBPT   | 1'27"772 | 1'27"839 | 1'27"460 | 4       |
| 5                           | 4  | Lando Norris     | McLaren-Mercedes             | 1'27"913 | 1'27"871 | 1'27"594 | 5       |
| 6                           | 81 | Oscar Piastri    | McLaren-Mercedes             | 1'28"032 | 1'27"721 | 1'27"675 | 6       |
| 7                           | 63 | George Russell   | Mercedes                     | 1'28"159 | 1'28"095 | 1'28"067 | 7       |
| 8                           | 44 | Lewis Hamilton   | Mercedes                     | 1'28"167 | 1'27"697 | 1'28"107 | 8       |
| 9                           | 27 | Nico Hülkenberg  | Haas-Ferrari                 | 1'28"383 | 1'28"200 | 1'28"146 | 9       |
| 10                          | 22 | Yuki Tsunoda     | RB-Honda RBPT                | 1'28"324 | 1'28"167 | 1'28"192 | 10      |
| 11                          | 18 | Lance Stroll     | Aston Martin Aramco-Mercedes | 1'28"177 | 1'28"222 | N.D.     | 11      |
| 12                          | 10 | Pierre Gasly     | Alpine-Renault               | 1'27"976 | 1'28"324 | N.D.     | 12      |
| 13                          | 31 | Esteban Ocon     | Alpine-Renault               | 1'28"209 | 1'28"371 | N.D.     | 13      |
| 14                          | 23 | Alexander Albon  | Williams-Mercedes            | 1'28"343 | 1'28"413 | N.D.     | 14      |
| 15                          | 14 | Fernando Alonso  | Aston Martin Aramco-Mercedes | 1'28"453 | 1'28"427 | N.D.     | 15      |
| 16                          | 77 | Valtteri Bottas  | Kick Sauber-Ferrari          | 1'28"463 | N.D.     | N.D.     | 16      |
| 17                          | 2  | Logan Sargeant   | Williams-Mercedes            | 1'28"487 | N.D.     | N.D.     | 17      |
| 18                          | 3  | Daniel Ricciardo | RB-Honda RBPT                | 1'28"617 | N.D.     | N.D.     | 20      |
| 19                          | 20 | Kevin Magnussen  | Haas-Ferrari                 | 1'28"619 | N.D.     | N.D.     | 18      |
| 20                          | 24 | Zhou Guanyu      | Kick Sauber-Ferrari          | 1'28"824 | N.D.     | N.D.     | 19      |
| Tempo limite 107%: 1'33"827 |    |                  |                              |          |          |          |         |

## Gara

### Resoconto
Al via Verstappen mantiene il comando, mentre Leclerc viene passato dal compagno di scuderia Sainz Jr.; Pérez cerca di passare entrambe le Ferrari, va lungo, ciò costringe Sainz Jr. ad allargare la traiettoria, consentendo così a Leclerc di riprendere la seconda posizione. Alle spalle del monegasco s'inserisce Piastri. Al quarto giro l'australiano prende la seconda piazza, e Sainz Jr., che si avvicina a Leclerc, chiede al muretto di poter passare. 
Nei primi giri Hülkenberg riesce a tenere dietro le due Mercedes, prima di essere passato da Hamilton, al decimo giro, dopo che i due hanno anche sfiorato la collisione. Dopo dieci giri Verstappen ha 2"7 di margine su Piastri, 3"3 su Leclerc, 4"4 su Sainz Jr. e 6"2 su Pérez. Il messicano viene avvicinato da Norris, prima di passare ai box, per montare gomme hard, al diciottesimo passaggio. Dopo due giri si ferma anche Charles Leclerc, che monta anch'egli le gomme a mescola dura. Il ferrarista, rientrato in gara sesto, passa subito Hamilton. Dopo pochi giri Verstappen commette un errore di guida, taglia una chicane, e colpisce un cono di delimitazione. La necessità di rimuovere il cono costringe la direzione di gara a imporre la virtual safety car. Verstappen entra ai box, monta gomme hard, e fa verificare l'assenza di danni alla sua Red Bull Racing. Piastri comanda ora su Sainz Jr., Norris, Verstappen e Leclerc. Al venticinquesimo giro si ferma Russell: al rientro in pista il britannico si trova subito davanti a Hülkenberg, in lotta con Fernando Alonso; lo spagnolo ha la meglio. Hamilton effettua il pit stop due giri dopo, passando da gomme medie a quelle a mescola dura.
Oscar Piastri e Sainz Jr. effettuano la loro sosta nello stesso giro, il ventottesimo. Il giro dopo c'è un incidente tra Kevin Magnussen e Logan Sargeant. Questa volta viene inviata in pista la safety car: ne approfitta Sergio Pérez, che si ferma per la seconda volta. Anche Norris entra ai box, anche se la direzione di gara, inizialmente, aveva indicato la posizione della vettura di sicurezza davanti a Verstappen, non al britannico. La classifica recita così Norris, Verstappen, Leclerc, Piastri, Sainz Jr. e Pérez. Alla ripartenza Leclerc attacca, senza successo, Verstappen. Due giri dopo Piastri viene attaccato da Carlos Sainz Jr.: la decisa difesa dell'australiano, che accompagna fuori pista lo spagnolo, non viene sanzionata dai commissari. 
Al quarantesimo giro Sainz Jr. tenta ancora il sorpasso: questa volta è il ferrarista a costringere Piastri fuori tracciato, dopo che i due vanno a contatto, tanto che quest'ultimo viene passato anche da Pérez e Lewis Hamilton; in seguito Piastri, con l'ala anteriore danneggiata, è costretto a una sosta ai box, che lo porta lontano dalle primissime posizioni. Nel frattempo Norris, con gomme più fresche, amplia il margine su Verstappen. Il tre volte campione del mondo si lamenta della scarsa guidabilità della sua monoposto. Al quarantacinquesimo passaggio Nico Hülkenberg passa Pierre Gasly e, tre giri dopo, Alonso prende la nona posizione a Esteban Ocon. Hamilton, nei giri finali, si avvicina a Pérez, ma non è capace di superarlo.
Lando Norris vince il primo Gran Premio in carriera dopo il debutto in Formula 1 nella stagione 2019 con lo stesso costruttore e guadagna la quarta posizione in classifica piloti ai danni di Sainz Jr.. Per la McLaren è il centoottantaquattresimo successo nella storia del mondiale, il primo nel Gran Premio di Miami. Per Verstappen, secondo, è il centotreesimo podio in carriera, il quinto del campionato e il terzo consecutivo, ed eguaglia Kimi Räikkönen al sesto posto di sempre. Per Leclerc, terzo, è il trentatreesimo podio in carriera e il terzo della stagione. Il pilota monegasco della Ferrari termina tra i primi tre sia nella Sprint che nella gara domenicale. Leclerc non ha concluso fuori dai primi quattro in nessun formato di gara in stagione.
Sainz Jr. termina inizialmente quarto prima di scalare di una posizione per via di una penalità inflittagli nel dopo gara a causa di una collisione con Piastri. Entrambe le vetture della Ferrari ottengono punti in ogni Sprint o gara domenicale disputata del campionato. Hamilton, sesto, termina nella stessa posizione di tutti i Gran Premi di Miami disputati. Per il pilota britannico della Mercedes è stato il primo piazzamento tra i primi sei in un Gran Premio del campionato. Per il compagno di scuderia Russell l'ottava posizione è stato il piazzamento più basso di sempre al Miami International Autodrome. Con la settima posizione, Tsunoda eguaglia il suo miglior risultato stagionale e della RB ottenuto nel Gran Premio d'Australia. Alonso, nono, ottiene punti in tutti i Gran Premi fin qui disputati in stagione. Grazie al decimo posto di Ocon, l'Alpine ottiene i primi punti del campionato, nel Gran Premio più distante dall'inizio del campionato dal 1983 quando il costruttore corse sotto la denominazione di Toleman. Hülkenberg termina undicesimo a 1"043 dalla conquista dei punti nello stesso weekend di gara dopo averli ottenuti nella Sprint.
Norris, al sedicesimo podio in carriera, il terzo della stagione, è il centoquattordicesimo vincitore diverso nella storia del mondiale, al centodecimo Gran Premio con la McLaren, eguagliando il totale di Hamilton con la squadra dal 2007 al 2012, il ventunesimo sia di nazionalità britannica che come pilota della scuderia di Woking. È il primo britannico vincente da Russell nel Gran Premio di San Paolo 2022 e il primo di questa nazionalità alla guida della McLaren da Jenson Button nel Gran Premio del Brasile 2012. Norris è il terzo vincitore diverso della stagione dopo Verstappen e Sainz Jr., lo stesso numero dell'intero campionato precedente, così come la McLaren dopo la Red Bull Racing e la Ferrari. Norris e la scuderia britannica sono i secondi differenti vincitori nel Gran Premio di Miami dopo Verstappen e la scuderia di Milton Keynes. Norris è il sedicesimo pilota più giovane a vincere una corsa nella storia del mondiale e termina la striscia record quale pilota con il maggior numero di podi senza una vittoria, eguagliando Patrick Depailler, Jean Alesi, Mika Häkkinen e Eddie Irvine, i quali hanno ottenuto quindici podi prima di vincere una corsa, nonché quello del maggior numero di punti senza aver vinto una gara, oltre a quello per il maggior numero di Gran Premi condotti in testa senza uscirne vincitore. Norris, che ha concluso diciassettesimo nella precedente edizione con un distacco di un minuto e ventisette secondi dal vincitore Verstappen, è il primo pilota a ottenere la prima vittoria negli Stati Uniti d'America da Michele Alboreto nel Gran Premio di Las Vegas 1982. Egli è premiato pilota del giorno per la seconda gara di fila e per la dodicesima volta complessiva. Il premio è ottenuto dal pilota vincitore della gara per la quarantanovesima volta dopo l'introduzione del riconoscimento nella stagione 2016.
Per la McLaren è il primo successo nella storia della categoria da Ricciardo nel Gran Premio d'Italia 2021, solamente il secondo nelle ultime dodici stagioni e nell'era turbo-ibrida iniziata nella stagione 2014, nonché la prima vittoria per un costruttore motorizzato Mercedes dal Gran Premio di San Paolo 2022. Un team cliente della Mercedes vince in stagione prima del costruttore fornitore della power unit. La scuderia termina un digiuno di vittorie di cinquantasette gare e trionfa nel trentunesimo Gran Premio differente e sul quarantottesimo circuito diverso. La McLaren ha trionfato in IndyCar, Formula E e ora in Formula 1 negli ultimi due mesi. Per il costruttore è stato il tredicesimo successo negli Stati Uniti d'America, a parimerito con il record della Ferrari, e la prima vittoria sul suolo statunitense da Hamilton nel Gran Premio omonimo del 2012. Verstappen, dopo aver vinto la Sprint, termina una striscia di sei vittorie consecutive negli Stati Uniti d'America. L'olandese non riesce a vincere un Gran Premio solamente per la terza volta negli ultimi trecentosettantuno giorni. È stata la prima volta che il campione del mondo non è riuscito a vincere una gara sul Miami International Autodrome in quattro corse disputate, includendo la Sprint. L'ultimo pilota a sconfiggere Verstappen in un Gran Premio diverso da Sainz Jr. è stato Russell in quello di San Paolo del 2022. Verstappen termina secondo come la metà delle volte in cui è arrivato primo. Hülkenberg segna un nuovo record quale pilota con il maggior numero di Gran Premi (209) senza una vittoria.
È stato il secondo più veloce Gran Premio di Miami della storia sul tempo della distanza di gara su tre edizioni disputate dopo il debutto nella stagione 2022, corso alla media di 203,669 km/h. Il pilota partito in pole position non ha mai vinto su altrettante edizione disputate. Tutti i piloti classificati hanno concluso la corsa a pieni giri. Per la prima volta dal Gran Premio degli Stati Uniti d'America 2012 il podio è composto da una McLaren, una Red Bull Racing e una Ferrari. Il punto addizionale del giro più veloce non viene assegnato per la prima volta dal Gran Premio d'Italia 2023, per la decima volta complessiva dopo essere stato reintrodotto nella stagione 2019, in quanto ottenuto da Piastri, tredicesimo all'arrivo, fuori dalle prime dieci posizioni. L'australiano è il quarto autore del giro più veloce in gara in stagione. Per la prima volta dal 2018, tre costruttori diversi vincono i primi sei Gran Premi. Con la vittoria di Norris, dodici dei venti piloti partecipanti al campionato hanno ottenuto una vittoria nella categoria.
Sono stati cancellati 22 tempi dai commissari sportivi ai piloti per non aver rispettato i limiti della pista, durante la gara. Si sono visti cancellare il tempo quattro volte Alexander Albon (una volta alla curva 5, due volte alla curva 12 e una volta alla curva 15) e Lance Stroll (tre volte alla curva 5 e una volta alla curva 2), tre volte Zhou Guanyu (una volta alla curva 15 e due volte alla curva 12), due volte Fernando Alonso (una volta alla curva 5 e una volta alla curva 7) e Nico Hülkenberg (entrambe le volte alla curva 12), una volta Kevin Magnussen (alla curva 6), Yuki Tsunoda (alla curva 7), Max Verstappen (alla curva 15), Lewis Hamilton (alla curva 12), Pierre Gasly (alla curva 12), Carlos Sainz Jr. (alla curva 12) e George Russell (alla curva 17).

### Risultati
I risultati del Gran Premio sono i seguenti:
| Pos | Nº | Pilota           | Costruttore                  | Giri | Tempo/Ritiro                | Griglia | Punti |
| --- | -- | ---------------- | ---------------------------- | ---- | --------------------------- | ------- | ----- |
| 1   | 4  | Lando Norris     | McLaren-Mercedes             | 57   | 1h30'49"876                 | 5       | 25    |
| 2   | 1  | Max Verstappen   | Red Bull Racing-Honda RBPT   | 57   | +7"612                      | 1       | 18    |
| 3   | 16 | Charles Leclerc  | Ferrari                      | 57   | +9"920                      | 2       | 15    |
| 4   | 11 | Sergio Pérez     | Red Bull Racing-Honda RBPT   | 57   | +14"650                     | 4       | 12    |
| 5   | 55 | Carlos Sainz Jr. | Ferrari                      | 57   | +16"407                     | 3       | 10    |
| 6   | 44 | Lewis Hamilton   | Mercedes                     | 57   | +16"585                     | 8       | 8     |
| 7   | 22 | Yuki Tsunoda     | RB-Honda RBPT                | 57   | +26"185                     | 10      | 6     |
| 8   | 63 | George Russell   | Mercedes                     | 57   | +34"789                     | 7       | 4     |
| 9   | 14 | Fernando Alonso  | Aston Martin Aramco-Mercedes | 57   | +37"107                     | 15      | 2     |
| 10  | 31 | Esteban Ocon     | Alpine-Renault               | 57   | +39"746                     | 13      | 1     |
| 11  | 27 | Nico Hülkenberg  | Haas-Ferrari                 | 57   | +40"789                     | 9       |       |
| 12  | 10 | Pierre Gasly     | Alpine-Renault               | 57   | +44"958                     | 12      |       |
| 13  | 81 | Oscar Piastri    | McLaren-Mercedes             | 57   | +49"756                     | 6       |       |
| 14  | 24 | Zhou Guanyu      | Kick Sauber-Ferrari          | 57   | +49"979                     | 19      |       |
| 15  | 3  | Daniel Ricciardo | RB-Honda RBPT                | 57   | +50"956                     | 20      |       |
| 16  | 77 | Valtteri Bottas  | Kick Sauber-Ferrari          | 57   | +52"356                     | 16      |       |
| 17  | 18 | Lance Stroll     | Aston Martin Aramco-Mercedes | 57   | +55"173                     | 11      |       |
| 18  | 23 | Alexander Albon  | Williams-Mercedes            | 57   | +1'16"091                   | 14      |       |
| 19  | 20 | Kevin Magnussen  | Haas-Ferrari                 | 57   | +1'24"683                   | 18      |       |
| Rit | 2  | Logan Sargeant   | Williams-Mercedes            | 27   | Collisione con K. Magnussen | 17      |       |

## Classifiche mondiali

### Piloti
| Pos | Pilota           | Punti |
| --- | ---------------- | ----- |
| 1   | Max Verstappen   | 136   |
| 2   | Sergio Pérez     | 103   |
| 3   | Charles Leclerc  | 98    |
| 4   | Lando Norris     | 83    |
| 5   | Carlos Sainz Jr. | 83    |
| 6   | Oscar Piastri    | 41    |
| 7   | George Russell   | 37    |
| 8   | Fernando Alonso  | 33    |
| 9   | Lewis Hamilton   | 27    |
| 10  | Yuki Tsunoda     | 14    |
| 11  | Lance Stroll     | 9     |
| 12  | Oliver Bearman   | 6     |
| 13  | Nico Hülkenberg  | 6     |
| 14  | Daniel Ricciardo | 5     |
| 15  | Esteban Ocon     | 1     |
| 16  | Kevin Magnussen  | 1     |

### Costruttori
| Pos | Costruttore                  | Punti |
| --- | ---------------------------- | ----- |
| 1   | Red Bull Racing-Honda RBPT   | 239   |
| 2   | Ferrari                      | 187   |
| 3   | McLaren-Mercedes             | 124   |
| 4   | Mercedes                     | 64    |
| 5   | Aston Martin Aramco-Mercedes | 42    |
| 6   | RB-Honda RBPT                | 19    |
| 7   | Haas-Ferrari                 | 7     |
| 8   | Alpine-Renault               | 1     |

## Decisioni della FIA
Al termine della gara, Kevin Magnussen viene convocato dai commissari sportivi per essere entrato in pit lane durante il periodo di safety car e non aver cambiato pneumatici. Il pilota danese della Haas viene penalizzato con un drive-through convertito in venti secondi sul tempo di gara. Magnussen, diciottesimo all'arrivo, scala di una posizione. Carlos Sainz Jr. e Oscar Piastri vengono convocati a seguito di una collisione tra i due piloti in fase di duello alla curva 17. Il pilota spagnolo della Ferrari viene penalizzato di cinque secondi sul tempo di gara e di un punto sulla superlicenza. Sainz Jr., quarto all'arrivo, scala di una posizione.